# Takeshi Miyanaga
Takeshi Miyanaga (jap. 宮永 武司, Miyanaga Takeshi; * 1940) ist ein japanischer Badmintonspieler.

## Karriere
Takeshi Miyanaga wurde 1962 erstmals nationaler Titelträger in Japan, als er die Herreneinzelkonkurrenz für sich entscheiden konnte. 1964 siegte er bei den Meisterschaften sowohl im Herreneinzel als auch im Herrendoppel. Zwei weitere Titelgewinne folgten im Herrendoppel 1965 und 1966. 1965 nahm Miyanaga an den All England teil. Im gleichen Jahr wurde er Zweiter im Doppel bei den Canadian Open. Bei den Asienspielen 1966 gewann er Bronze mit dem japanischen Herrenteam.

## Sportliche Erfolge
| Saison | Veranstaltung                | Disziplin    | Platz | Name                            |
| ------ | ---------------------------- | ------------ | ----- | ------------------------------- |
| 1962   | Japan: Einzelmeisterschaften | Herreneinzel | 1     | Takeshi Miyanaga                |
| 1964   | Japan: Einzelmeisterschaften | Herreneinzel | 1     | Takeshi Miyanaga                |
| 1964   | Japan: Einzelmeisterschaften | Herrendoppel | 1     | Takeshi Miyanaga / Eiichi Sakai |
| 1965   | Japan: Einzelmeisterschaften | Herrendoppel | 1     | Takeshi Miyanaga / Eiichi Sakai |
| 1965   | Canadian Open                | Herrendoppel | 2     | Takeshi Miyanaga / Eiichi Sakai |
| 1966   | Japan: Einzelmeisterschaften | Herrendoppel | 1     | Takeshi Miyanaga / Eiichi Sakai |
| 1966   | Asienspiele                  | Herrenteam   | 3     | Japan                           |

## Referenzen
- Kyōto-fu Badminton Kyōkai: Japanische Meisterschaften (Memento vom 28. August 2007 im Internet Archive)
- Angabe zum Alter
- All England 1965

| Personendaten    | Personendaten                |
| ---------------- | ---------------------------- |
| NAME             | Miyanaga, Takeshi            |
| ALTERNATIVNAMEN  | 宮永武司 (japanisch)         |
| KURZBESCHREIBUNG | japanischer Badmintonspieler |
| GEBURTSDATUM     | 1940                         |